# Flynn Reef
Flynn Reef är ett rev på Stora barriärrevet i Australien.   Det ligger 58 km nordpost om Cairns i delstaten Queensland.